# Romsø
Romsø ist eine seit 1996 unbewohnte dänische Insel im Großen Belt vor der Ostküste von Hindsholm auf Fyn (dt.: Fünen) am nördlichen Eingang zur Kerteminder Bucht.

## Lage
Die 108 ha große Insel gehört zur Kirchspielsgemeinde (dän.: Sogn)  Viby (Viby Sogn), die bis 1970 zur Harde Bjerge Herred im damaligen Odense Amt gehörte. Danach gehörte die Insel zur Kerteminde Kommune im damaligen Fyns Amt, die mit der Kommunalreform zum 1. Januar 2007 in der „neuen“ Kerteminde Kommune in der Region Syddanmark aufgegangen ist. Von 1869 bis 1973 wies ein Leuchtturm auf der Insel Seefahrern den Weg in die Bucht.
Höchster Punkt der Insel mit 17 Metern ist der Ravnsbjerg im Nordwesten.

## Geschichte
Romsø wurde zum ersten Mal 1231 in König Waldemars Jordebog erwähnt. In Erik Pontoppidans dänischem Atlas von etwa 1760 wird ein Bewohner und ein Wildpark auf der Insel genannt. Während der Kriege mit England wurde die Insel von 1807–1809 von den Engländern besetzt, die große Mengen von Bäumen fällten und mehrere Häuser und Höfe abbrannten. Die Verwüstungen waren zu viel für die Insulaner und im Jahre 1808 verließen die letzten Bewohner die Insel. 1809 wurden die Briten von einem Jägerkorps unter dem Eigentümer Hans Rudolph Juel von der Insel vertrieben. 100 britische Gefangene wurden nach Kerteminde gebracht. Im nordöstlichen Teil der Insel sind noch Reste englischer Gräber zu sehen. Bis 1961 wurde die Insel landwirtschaftlich genutzt und von rund 50 Menschen bewohnt. Die verbliebenen acht Gebäude werden als Ferienhäuser genutzt.